# Roll Over Beethoven
"Roll Over Beethoven" là bản hit toàn cầu năm 1956 của Chuck Berry được phát hành bởi Chess Records với "Drifting Heart" nằm ở mặt B. Phần lời của ca khúc này là lời kêu gọi đưa rock 'n' roll và giai điệu của R&B thay thế nhạc cổ điển truyền thống. Ca khúc đã từng được hát lại bởi rất nhiều ca sĩ và được tạp chí Rolling Stone xếp hạng 97 trong danh sách "500 bài hát vĩ đại nhất".